# Robert Woodhouse (Mathematiker)
Robert Woodhouse (* 28. April 1773 in Norwich, England; † 28. Dezember 1827 in Cambridge) war ein britischer Professor der Mathematik.

## Leben und Wirken
Woodhouse besuchte die Schule in North Walsham, ab 1790 das Gonville and Caius College in Cambridge. Später wurde er Professor der Mathematik, Astronomie und der experimentellen Philosophie. Von 1820 bis 1822 war er Lucasischer Professor für Mathematik in Cambridge.
Woodhouse interessierte sich für die theoretischen Fundamente der Analysis, die Notation der Differentialrechnung, die Natur der imaginären Zahlen und ähnlichen Themen. Er schrieb einige Werke zur Analysis und griff dort die „kontinentale Mathematik“ an.

## Ehrungen
Am 16. Dezember 1802 wurde Woodhouse als Mitglied („Fellow“) in die Royal Society gewählt.

## Schriften (Auswahl)
Bücher
- The principles of analytical calculation. Cambridge 1803 (Digitalisat).
- A treatise on plane and spherical trigonometry. London 1809 (Digitalisat).
  - 5. Auflage, Cambridge 1827 (Digitalisat).
- A treatise on isoperimetrical problems, and the calculus of variations. Cambridge 1810 (Digitalisat).
- An elementary treatise on Astronomy. 2 Bände, Cambridge 1812–1818 (Band 1, Band 2).
  - Treatise on astronomy, theoretical and practical. 2 Teile, Cambridge 1821–1823 (Digitalisat).

Zeitschriftenbeiträge
- On the necessary truth of certain conclusions obtained by means of imaginary quantities. In: Philosophical Transactions. Band 91, 1801, S. 89–119 (doi:10.1098/rstl.1801.0005, JSTOR:107086).
- Demonstration of a theorem, by which such portions of the solidity of a sphere are assigned as admit an algebraic expression. In: Philosophical Transactions. Band 91, 1801, S. 153–158 (doi:10.1098/rstl.1801.0009, JSTOR:107090).
- On the independence of the analytical and geometrical methods of investigation; and on the advantages to be derived from their separation. In: Philosophical Transactions. Band 92, 1802, S. 85–125 (doi:10.1098/rstl.1802.0007, JSTOR:107116).
- On the integration of certain differential expressions, which problems in physical astronomy are connected, &c. In: Philosophical Transactions. Band 94, 1804, S. 219–278 (doi:10.1098/rstl.1804.0012, JSTOR:107146).
- Some account of the transit instrument made by Mr. Dollond, and lately put up at the Cambridge Observatory. In: Philosophical Transactions. Band 115, 1825, S. 418–428 (doi:10.1098/rstl.1825.0019, JSTOR:107749).
- On the transit instrument of the Cambridge Observatory; being a supplement to a former paper. In: Philosophical Transactions. Band 116, 1826, S. 75–76 (doi:10.1098/rstl.1826.0011, JSTOR:107802).
- On the derangements of certain transit instruments by the effects of temperature. In: Philosophical Transactions. Band 117, 1827, S. 311–313 (doi:10.1098/rstl.1827.0017, JSTOR:110153).